# 保阪香菜子
保阪 香菜子（ほさか かなこ、1987年10月14日 - ）は埼玉県出身のグラビアアイドル。有限会社ウィンドー所属。スリーサイズ：B90・W56・H85・Hカップ。

## リリース作品

### DVD
- 「初エッチ!」（Air contro、2007年1月22日）ASIN B000LE1KNQ
- 「かなパイ」（竹書房、2007年11月2日）ASIN B000VB3JZ6
- 「風子×保阪香菜子/輝ける乳女と麗しの尻女」（ビデオメーカー、2007年12月7日）ASIN B000VNZZKG
- 「愛人レディー」（ビデオメーカー、2008年3月28日）ASIN B00132L30K

### 写真集
- 美少女画報アイドルfile（pad ihc.細川智燿）
- 『新乳生』Hカップ!保阪香菜子Vol.01（2007年5月24日）
- 『誘惑ビキニ』Hカップ!保阪香菜子Vol.02（200年7月22日）[1]
- 『限界ビキニ』Hカップ!保阪香菜子Vol.03（2007年7月26日）[2]
- 『ギリエロ』Vol.50 Hカップ!保阪香奈子Vol.04（2007年8月9日）[3]

### 雑誌
- 「本当にデカップ」（バウハウス）
- Bejean白娘隊（GOT）2006年11月号

　他多数　